# BingX
BingXは2018年に設立された、世界的な暗号資産取引所・デジタル通貨取引所である。
現在、1,000万人以上のユーザーに利用され、スポット取引、デリバティブ取引、コピートレードなどのサービスを提供している。また、資産運用も行っている。初心者から上級者まで、あらゆるトレーダーレベルに対応し、安全性と使いやすさを重視したプラットフォームである。

## 沿革
- 2018年: BingXの設立[1]
- 2019年: コピートレードの導入により、世界で初めて暗号資産取引所としてソーシャルトレーディングサービスを提供[2]
- 2020年: 10言語以上に対応し、世界展開[3][4]
- 2021年: CoinMarketCapの24時間取引高ランキングで7位[5]
- 2022年: 500万人のユーザーを突破し、業界のイノベーションを継続的に発表[6]
- 2023年: プラットフォームエコシステムの拡大と様々な慈善活動に注力[7][8]
- 2024年: チェルシーFCとパートナーシップを締結[9][10]

## 受賞歴
2021年、2022年、2023年にTradingViewから「最優秀暗号資産取引所」を受賞。
2022年にGlobal Brands Magazineから「最も成長が速いソーシャルトレーディング・プラットフォーム」として表彰。
CoinGeckoとCoinMarketCapのランキングにて高評価を獲得。